# Morning Maggie
Pour plus de détails, voir Fiche technique et Distribution.
Morning Maggie est un téléfilm de comédie dramatique américain réalisé par Craig Buck et sorti en 1987.

## Fiche technique
- Titre original : Morning Maggie
- Réalisation : Craig Buck
- Scénario : Craig Buck
- Photographie :
- Montage :
- Musique : Tom Brown
- Producteur : Nelle Nugent et Craig Buck
- Sociétés de production : Procter & Gamble
- Sociétés de distribution : CBS
- Pays d'origine :  États-Unis
- Langue originale : anglais
- Format : couleur
- Genre : Comédie dramatique
- Durée : 90 minutes
- Dates de sortie :
  - États-Unis : 1987

## Distribution
- Ellen Greene : Maggie McAllister
- Hank Azaria : Philly McAllister
- Marita Geraghty : Dorothy McAllister
- Eileen Heckart : Tante Esther Handlesman
- Matthew Perry : Bradley McAllister
- Larry Riley : George Fairman
- Marilyn Tokuda : Sayoko McAllister
- John Vickery : Mack McAllister